# Lillie Langtry
Lillie Langtry (Jersey, 13 de Outubro de 1853 – Principado de Mônaco, 12 de Fevereiro de 1929), nascida Emilie Charlotte Le Breton, foi uma actriz britânica nascida na ilha de Jersey. Beldade de renome, Lillie recebeu a alcunha de Jersey Lily (o Lírio de Jersey) e teve um grande número de amantes de renome, incluindo o futuro rei Eduardo VII do Reino Unido.

## Biografia

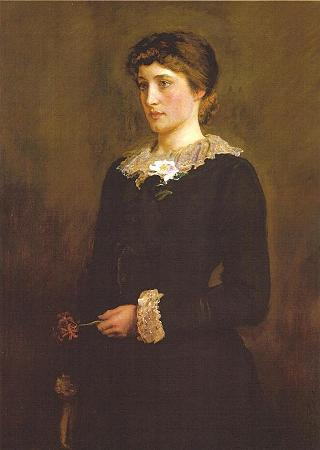
Lillie por Millais.

Emilie Charlotte Le Breton nasceu em 1853, em Jersey, nas Ilhas do Canal. Era filha única do deão de Jersey, o Reverendo William Cobert Le Breton que tinha ganho má reputação devido aos seus vários casos extra-conjugais. Em 1880, quando a sua esposa o deixou finalmente, Le Breton deixou Jersey.
Tinha fugido para Gretna Green, na Escócia, para se casar com a mãe de Lillie, Emilie Davis (nascida Martin), que era conhecida pela sua beleza. Os dois casaram em 1842, em Chelsea. Um dos antepassados de Lillie era Richard le Breton, um dos prováveis assassinos de Thomas Becket, santo da Cantuária, em 1170. Teve seis irmãos e apenas uma irmã mais velha. Quando se revelou demasiado rebelde para a paciência da sua governanta francesa, Lillie passou a ser educada pelo tutor dos seus irmãos, o que fez com que recebesse uma educação mais aprofundada do que outras mulheres da época.
Em 1874, Lillie de vinte anos casou-se com um proprietário de terras irlandês viúvo de vinte-e-seis chamado Edward Langtry que tinha sido casado com a cunhada do seu irmão William. O copo-de-água do casamento celebrou-se no Royal Yacht Hotel em St. Helier, Jersey. Edward tinha dinheiro suficiente para ter um iate e Lillie implorou-lhe que a tirasse das Ilhas do Canal. O marido acedeu ao pedido e o casal passou a viver numa casa alugada em Belgravia, Londres.
Numa entrevista dada em 1882 e publicada em vários jornais, Lillie disse:
"Foi através de Lord Ranleigh e do pintor Frank Miles que eu entrei na sociedade londrina (...). Fui para Londres e fui apresentada pelos meus amigos. Entre os mais entusiastas estava o senhor Frank Miles, um artista. Soube depois que ele me tinha visto uma vez no teatro e que tinha tentado descobrir em vão quem eu era. Disse nos seus clubes e aos seus amigos artistas que tinha visto uma beldade e descreveu-me a todos que conhecia até que um dia um dos seus amigos me conheceu e fomos formalmente apresentados. Depois o senhor Miles chegou e implorou-me que fosse sua modelo para um retrato. Concordei e quando o retrato ficou pronto foi vendido ao príncipe Leopoldo. A partir daí comecei a ser convidada para todo o lado e conheci muitos membros da família real e da nobreza. Depois de Frank Miles, também fui pintada por Millais e Burne-Jones e agora Fritch quer usar o meu rosto para um dos seus melhores quadros."
Lord Ranelagh, um amigo do seu pai e da sua cunhada, convidou Lillie para uma festa de alta-sociedade na qual ela foi notada pela sua beleza e sagacidade. Ao contrário das restantes convidadas que apareceram com vestidos elaborados, Lillie usou apenas um vestido preto simples que se tornaria a sua imagem de marca e não colocou nenhuma jóia. Antes do final da noite, Frank Miles tinha feito vários esboços dela que acabariam por tornar-se postais muito vendidos na época. Outro convidado, Sir John Everett Millais, acabaria também por pintar um retrato dela. A alcunha de Lillie, "Jersey Lily" apareceu devido ao facto de o lírio (lily) ser a flor oficial de Jersey.

## Amante Real

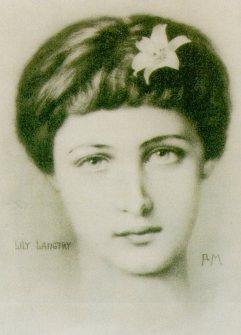
Lillie.

O príncipe de Gales, Alberto Eduardo (Bertie), tratou de conseguir um lugar ao lado de Lillie num jantar dado por Sir Allen Young a 24 de Maio de 1877 durante o qual o marido dela esteve sentado do outro lado da mesa. Apesar de o príncipe ser casado com a princesa Alexandra da Dinamarca de quem já tinha tido seis filhos, Eduardo era bem conhecido pelos seus casos extra-conjugais e começou a interessar-se por Lillie que se tornou sua amante semi-oficial. Chegou mesmo a ser apresentada à mãe de Eduardo, a rainha Vitória e teve uma relação bastante cordial com a princesa Alexandra.
O caso durou desde finais de 1877 até Junho de 1880. Eduardo mandou construir a Red House (actualmente o Manor Hotel) em Bournemouth, Dorset, em 1877 para que esta se tornasse um refúgio privado para o casal e deixou que fosse Lillie a escolher como a queria. Em certa ocasião, Eduardo queixou-se que já tinha gasto mais dinheiro com ela do que "para construir um navio de guerra", ao que ela respondeu, "E já gastaste o suficiente em mim para fazer um flutuar". A ideia geral é a de que a relação entre os dois começou a arrefecer quando Lillie se comportou de forma pouco apropriada durante um jantar, mas ela já tinha sido substituída quando Sarah Bernhart chegou a Londres em Junho de 1879.
Em Julho de 1879, Lillie começou a ter um caso com o conde de Schrewsbury e, em Janeiro de 1880, os dois já planeavam fugir juntos. No outono de 1879, o jornal Town Talk publicou rumores de que o marido de Lillie planeava divorciar-se dela e, no julgamento, iria implicar o nome do príncipe de Gales entre outros. Durante algum tempo o príncipe viu-a pouco apesar de continuar a gostar dela e de a elogiar durante a sua posterior carreira como actriz de teatro.
Sem o favor real, os credores começaram a pressioná-la e as suas finanças começaram a ser insuficientes para o estilo de vida que mantinha. Em Outubro de 1880, Lillie vendeu muitos dos seus bens para pagar dividas, mas o seu marido nunca chegou a declarar oficialmente falência.

## Filha
Em abril de 1879, Lillie começou a ter um caso com o príncipe Luís de Battenberg ao mesmo tempo que estava envolvida com Arthur Clarence Jones, um velho amigo seu. Em Junho de 1880 ficou grávida. Tinha a certeza que o seu marido não era o pai, o que levou Luís a acreditar que a criança era sua. Quando o príncipe confessou o que tinha acontecido aos seus pais, eles obrigaram-no a voluntariar-se para o navio de guerra HMS Inconstant. O príncipe de Gales ofereceu-lhe algum dinheiro e Lillie retirou-se para Paris com Arthur Jones. A 8 de Março de 1881 deu à luz uma filha, Jeanne Marie.
A descoberta das cartas de amor trocadas entre Lillie e Arthur Jones em 1878 e a sua publicação por Laura Beatty em 1999 parecem fortalecer a ideia de que Jones era o pai. O filho do príncipe Luís, o conde Luís Mountbatten da Burma sempre defendeu que o seu pai era o verdadeiro pai de Jeanne Marie.
Em 1902, Jeanne Marie casou-se com um político escocês, Sir Ian Malcolm de quem teve quatro filhos e morreu em 1964.

## Carreira de Representação

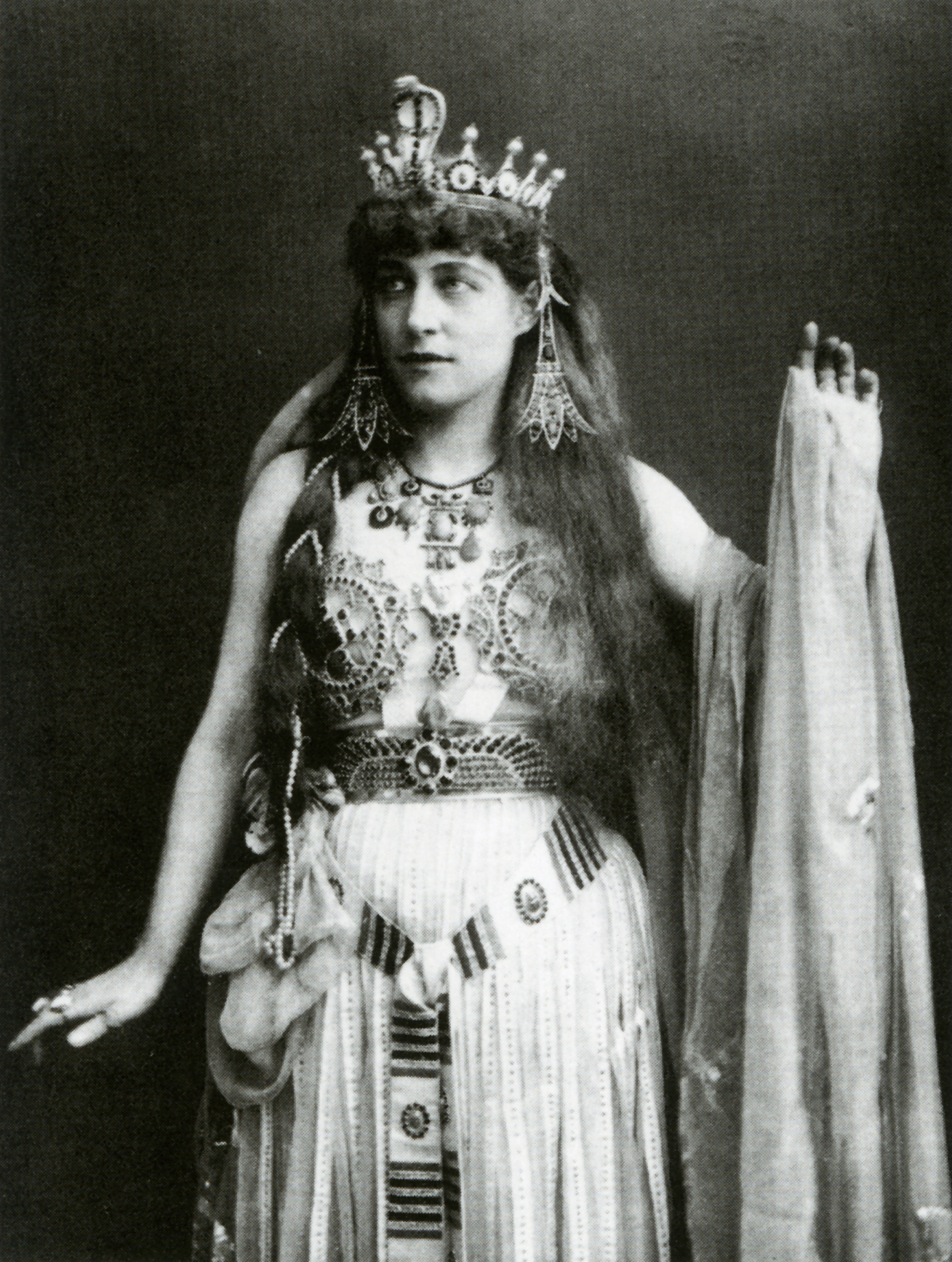
Lillie.

Seguindo a sugestão do seu amigo Oscar Wilde ou de Sarah Bernhart, Lillie decidiu tentar uma carreira nos palcos. Em Dezembro de 1881 estreou-se perante o público londrino na peça She Stoops to Conquer no Haymarket Theatre. No outono seguinte fez a sua primeira digressão pelos Estados Unidos e teve um grande sucesso que se foi mantendo nos anos seguintes. Apesar de os críticos detestarem as suas interpretações em papéis como Pauline em Lady of Lyons ou Rosalind em As You Like It, o público adorava-a. Em 1903, estreou a peça The Crossways nos Estados Unidos com a colaboração de J. Hartley Manners. Regressou ao país para outras digressões em 1906 e 1912.

## Corridas de Cavalos de Sangue Puro
Entre 1882 e 1891, Lillie esteve numa relação com o milionário noviorquino Frederic Gebhard, através do qual se envolveu no desporto de corridas de cavalos. Em 1885, o casal levou um estábulo de cavalos americanos para correrem em Inglaterra. A 13 de Agosto de 1888, Lillie e Gebhard viajavam num carro atrelado a uma carrinha de transporte de cavalos a caminho de Chicago quando tiveram um acidente à 1:40 da manhã. O carro caiu numa ravina de 24 metros e incendiou-se. Uma pessoa morreu no incêndio, bem como o cavaleiro campeão de Gebhard e catorze cavalos que lhe pertenciam a ele e a Lillie. Um dos dois cavalos que sobreviveram ao desastre chamava-se St. Saviour em honra da Igreja de São Salvador em Jersey onde o pai de Lillie tinha dado missa e onde a actriz queria ser enterrada quando morresse.

## Cidadania Americana e Vida Posterior
Lillie tornou-se cidadã americana em 1897, o mesmo ano em que se divorciou finalmente do seu marido Edward que morreu poucos meses depois num acidente. Lillie escreveria mais tarde uma carta de condolência a uma amiga que tinha acabado de perder o marido e, entre outras coisas, escreveu: "Eu também já perdi um marido, mas pronto. Não foi grande perda."
Em 1888, Lillie comprou uma vinha de cerca de 17 km2 em Lake County, Califórnia, onde produzia vinho tinto. Vendeu-a em 1906. A vinha, que se chama Langtry, ainda funciona nos dias de hoje em Middletown, Califórnia.
Lillie envolveu-se depois com George Alexander Baird, um jóquei e pugilista amador milionário, numa relação que durou desde Abril de 1891 até ele morrer em Março de 1893 em Nova Orleães.
Em 1899, Lillie casou-se com Hugo Gerald de Bathe, um jovem muito mais novo do que ela. Bathe tinha herdado um baronato e tornou-se no principal dono no mundo das corridas de cavalo antes de se mudar para Monte Carlo. Durante os seus últimos anos de vida, Lillie passou a viver no Mónaco, mas afastada do seu marido. Os dois apenas se viam quando ela fazia visitas formais a casa dele para convívios sociais ou durante encontros privados muito breves. A sua companheira constante durante este período foi Mathilda Peat, viúva do seu mordomo.
Entre 1900 e 1903, Lillie foi arrendatária e gerente do Imperial Theatre em Londres. Em 1905, Lillie processou a Keen's Chop House em Nova Iorque devido à sua regra de aceitar apenas a entrada de homens e venceu.

### Morte
Lillie morreu em 12 de fevereiro de 1929, no Principado de Mônaco, aos 75 anos e foi sepultada no cemitério da Igreja de São Salvador, em Jersey. Ela pediu para ser sepultada no jazigo dos pais.

## Influência na Cultura
Lillie recorreu à sua fama para promover produtos comerciais como cosmética e sabonete, tendo-se tornado num dos primeiros exemplos de publicidade feita por celebridades. O seu famoso rosto pálido trouxe-lhe muito lucro e fez com que se tornasse a primeira mulher a publicitar um produto comercial, neste caso o Pears Soap. O que recebeu foi proporcional ao seu peso, por isso foi paga "por cada quilo".
Os eruditos acreditam que a personagem Irene Adler que aparece num dos romances de Sherlock Holmes e tenta impedi-lo de procurar uma fotografia privada onde aparecia ao lado de um monarca europeu, é baseada em Lillie.
A história de vida de Lillie já foi levada ao grande ecrã várias vezes. Lillian Bond retratou-a em The Westerner em 1940 e Ava Gardner em The Life and Times of Judge Roy Bean de 1972. Roy Bean foi retratado por Walter Brennan no primeiro filme e por Paul Newman no segunda, numa história que falava sobre a obsessão de Bean por Lillie que durou por toda a sua vida.
Em 1978, a história de Lillie foi dramatizada pela London Weekend Television e produzida com o título de Lillie, onde Francesca Annis tinha o papel principal. Annis tinha já representado Lillie em dois episódios da série de televisão Edward the Seventh. Jenny Seagrove representou-a no telefilme de 1991 Incident at Victoria Falls.
Uma versão altamente ficcional da história de Lillie foi representada na série de televisão Kindred: The Embraced, de 1996. Nesta série, Lillie foi representada como a líder imortal de um clã de vampiros que vivem nos dias de hoje.
Lillie também aparece como personagem no romance western Slocum and the Jersey Lily escrito por Jake Logan. Aparece também frequentemente no livro Death at Epsom Downs de Robin Paige, pseudónio da Bill e Susan Wittig Alberto que escreveram uma série de romances vitorianos que se baseam em pessoas que existiram mesmo.
Lilly Langtry também foi citada pelo Major Marquis (Samuel L. Jackson) numa cena do filme Os Oito Odiados (The Hateful Eight) do diretor Quentin Tarantino, quando foi apresentando a Daisy Domargue (Jennifer Jason Leigh) pelo Hangman (Kurt Russel).  